# Nipple to the Bottle
 Nipple to the Bottle  è un singolo della cantante giamaicana Grace Jones pubblicato nel 1982 come singolo di lancio per l'album Living My Life.

## Descrizione
Il brano, scritto dalla stessa Jones e da Sly Dunbar, fu pubblicato in alcuni territori come double A-side abbinato a The Apple Stretching, o una dub version di dub version of My Jamaican Guy, entrambi pubblicati successivamente come singoli a sé stanti..
Il brano riscosse un grande successo nelle classifiche, in particolare in Nuova Zelanda, Belgio e Stati Uniti, dove raggiunse la seconda posizione della Hot Dance Club Songs di Billboard. 

## Tracce
- EU 7" single

A. "Nipple to the Bottle" – 4:22
B. "The Apple Stretching" – 3:33
- US 7" single

A. "Nipple to the Bottle" – 3:59
B. "JA Guys" – 4:40
- Canada 7" single

A. "Nipple to the Bottle" – 4:17
B. "Cry Now - Laugh Later" – 4:29
- US 7" promotional single

A. "Nipple to the Bottle" (long version) – 4:17
B. "Nipple to the Bottle" (short version) – 3:59
- EU 12" single

A. "Nipple to the Bottle" – 6:59
B. "The Apple Stretching" – 8:40
- US 12" single

A. "Nipple to the Bottle" – 6:57
B. "JA Guys" – 7:15
- Canada 12" single

A. "Nipple to the Bottle" – 6:54
B. "Cry Now - Laugh Later" – 6:08

## Classifiche
| Chart                         | Posizione massima |
| ----------------------------- | ----------------- |
| Australia                     | 33                |
| Belgio (Fiandre)              | 7                 |
| Nuova Zelanda                 | 3                 |
| Paesi Bassi                   | 16                |
| Stati Uniti (dance club play) | 2                 |
| Stati Uniti (R&B/hip-hop)     | 17                |